# Operclipygus pecki
Operclipygus pecki (лат.) — вид мелких жуков-карапузиков из семейства Histeridae (Histerinae, Exosternini). Южная Америка: Боливия (Dpto. Santa Cruz.). Длина 2,22—2,40 м, ширина 1,87—2,03 мм. Окраска двуцветная: верх в основном красновато-коричневый, пронотум рыжеватый. Форма тела овальная. Вид был обнаружен в тропическом лесу и описан в 2013 году энтомологами Майклом Катерино (Michael S. Caterino) и Алексеем Тищечкиным Архивная копия от 12 ноября 2013 на Wayback Machine (Santa Barbara Museum of Natural History, Санта-Барбара, США). Название вида pecki происходит от имени биолога Стюарта Пека (Dr. Stewart Peck), собравшего типовую серию. O. pecki отнесён к таксономической группе Operclipygus sejunctus group, близок к виду Operclipygus juninensis, отличаясь от него ареалом (O. pecki найден только в Боливии, а O. juninensis — в Бразилии и Перу), более крупным размерами (O. juninensis мельче), деталями строения гениталий и окраски надкрылий и пронотума (спинная сторона O. pecki двуцветная с рыжеватым пронотумом, а у O. juninensis одноцветная).